# Revolta de Viena

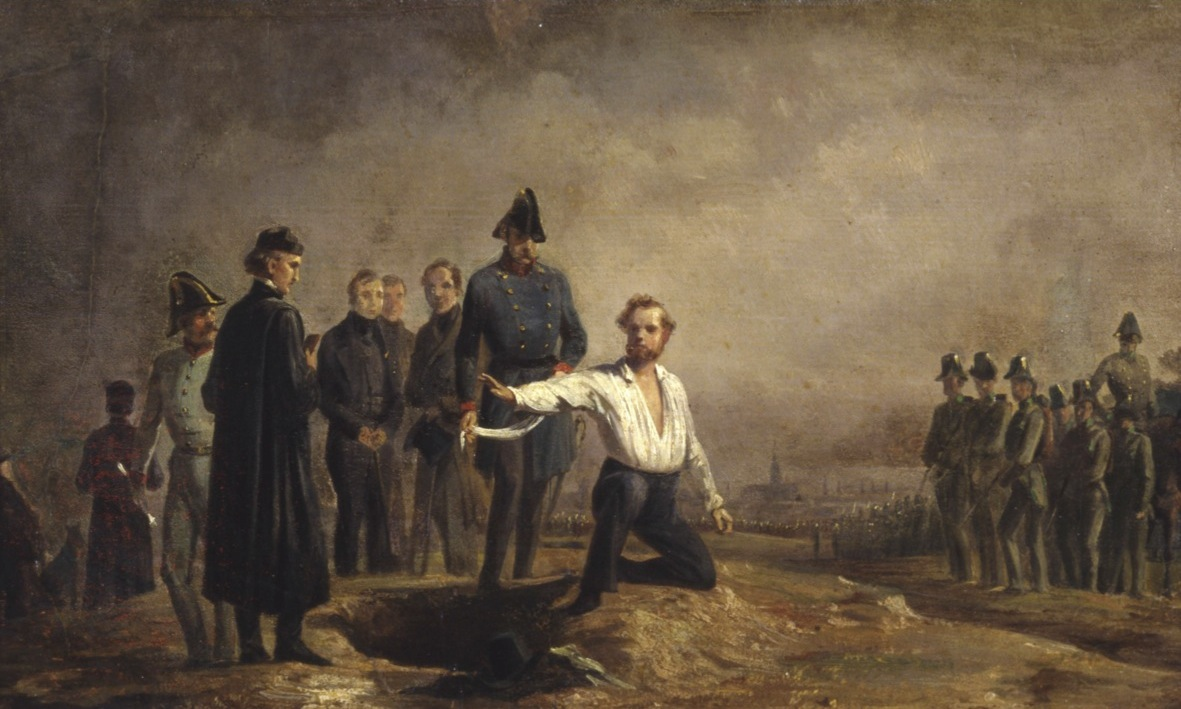
Execução de Robert Blum, pintura de Carl Steffeck

A Revolta de Viena ou Revolução de Outubro (em alemão: Wiener Oktoberaufstand ou Wiener Oktoberrevolution) de outubro de 1848 foi o último levante da Revolução Austríaca de 1848.
Em 6 de outubro de 1848, enquanto as tropas do Império Austríaco se preparavam para deixar Viena para suprimir a Revolução Húngara, uma multidão simpática à causa húngara (de trabalhadores, estudantes e soldados amotinados) tentou impedi-los de partir. O incidente se transformou em violentas batalhas de rua; sangue foi derramado na Catedral de Santo Estêvão e o Conde Baillet von Latour, ministro da Guerra austríaco, foi linchado pela multidão. O comandante da guarnição de Viena, Conde Adolf de Auersperg, foi obrigado a evacuar a cidade, mas entrincheirou-se numa posição forte fora dela.
Em 7 de outubro, o imperador Fernando I fugiu com a sua corte para Olmütz sob a proteção de Alfredo I, Príncipe de Windisch-Grätz. Duas semanas depois, o parlamento austríaco foi transferido para Kremsier.
Em 26 de outubro, sob o comando do general Windisch-Grätz e do conde Josip Jelačić, os exércitos austríaco e croata iniciaram um bombardeio sobre Viena, e invadiram o centro da cidade no dia 31. A defesa foi liderada pelo general polonês Józef Bem. Exceto ele, que conseguiu escapar, todos os líderes da resistência foram executados nos dias seguintes, incluindo Wenzel Messenhauser, o jornalista Alfred Julius Becher, Hermann Jellinek e o membro radical do parlamento Robert Blum, mesmo tendo imunidade parlamentar.
As conquistas da Revolução de Março foram em grande parte perdidas e a Áustria iniciou uma fase tanto de autoritarismo reacionário (neoabsolutismo), mas também de reforma liberal.